# Personligt brev
Ett personligt brev (följebrev eller motiveringsbrev) är ett brev som kompletterar ett annat papper och utgör ett slags introduktion till skribenten. Detta typ av brev är vanligt i samband med en ansökan, till exempel en ansökan till en utbildning, tjänst, stipendium, annan utmärkelse eller befogenhet.
Form och innehåll i denna typ av dokument kan variera från land till land, varför det kan vara klokt att göra lite efterforskningar i det land man tänkt söka om man söker tjänst eller liknande utomlands. Det som står här är ganska generellt, men bygger på de normer som tillämpas i Sverige.

## Ansökan till utbildning
Ibland om man ansöker till en specialutbildning med uttagning kan det hända att man skickar ansökningshandlingar liknande dem man skickar då man söker en tjänst. Detta är vanligt utomlands vid mer respekterade universitet. 

## Ansökan till tjänst
Det finns minst tre typer av ansökan till tjänst: ansökningsbrev (eller svar på platsannons), spontan ansökan (i hopp om att en lämplig vakant plats skall dyka upp just där) och nätverksansökan (med hopp om tips eller hjälp i arbetssökandet). 
Vanligtvis skickar man ett personligt brev tillsammans med en meritförteckning eller ett curriculum vitae (CV). Där meritförteckningen (listade meriter) är en bantad version av ett CV, ett CV förväntas innehålla en mer "utbroderad" beskrivning av meriter och erfarenheter. Om man har en utbildning som är meriterande i samband med ansökan, kan man bifoga betyg och / eller eventuellt studiebevis från den utbildningen. 
Det personliga brevet syftar till att presentera (professionellt) den som skrivit brevet för en eventuell chef eller rekryterare samt att motivera varför man skulle vara lämplig för den aktuella tjänsten eller arbetsplatsen. CV eller personligt brev brukar av arbetsgivare användas för att sålla ansökande till en tjänst eller arbetsplats.
Vanligtvis bör man få med dessa saker i ett personligt brev eller i CV vid ansökning till tjänst:
- Personinformation (namn, fullständig adress, födelsedata (år, månad, dag), kontaktuppgifter)
- Motivering (Varför är just du rätt person för tjänsten?)
- Grundläggande egenskaper (Vad gör dig till den du är?)
- Utbildning / Studier (Exemplifiera relevanta kurser eller ämnen)
- Tidigare anställningar (här är inte tidpunkter och antal som är intressant, utan ansvar och erfarenheter)
- Andra engagemang som gett dig erfarenheter du kommer att få nytta av på tjänsten
- Andra händelser som givit dig extra kunskaper eller erfarenheter som kommer att vara användbara i tjänsten

Ledorden skall vara att motivera och exemplifiera

## Andra tillfällen och användningsområden
- Ansökan om stipendium
- Spontan ansökning (kontroll av tillgång på tjänster inför eventuellt ansökan)
- Låneansökan
- Fullmaktsansökan
- Eller andra typer av affärsmässiga ansökningar ...

## Format
Formatet varierar beroende av vilket sätt den kommer att förmedlas, den är mer formell och med mer regler om man skall skicka den per post, då skall den följa formatet för företags- eller affärsbrev. Det är dock viktigt med någon typ av personlig prägel på dokumentet. Hälsningsfras och avslutningshälsning, bör i vilket fall följa normerna för affärspost.
En generell disposition skulle kunna beskrivas så här:
- Brevhuvud (adress-, kontaktinformation och födelsedatum)
- Inledning (avsett att fånga läsarens intresse och bör kraftigt anknyta till den tjänst som söks eller förväntas)
- Brödtext (Här skall man kraftigt betona de viktigaste sakerna man nämnt i sitt CV eller meritförteckning, samt också diskutera kunskaper, egenskaper och erfarenheter från tidigare anställningar studier eller generellt, det är viktigt att det framgår från vilket datum eller i värsta fall månad, som man är tillgänglig.)
- Avslutning (Här bör man betona att man ser fram emot att träffa rekryteraren eller chefen, till exempel via en intervju eller liknande, kommentera eventuella bilagor och göra en fin avslutning som får läsaren att minnas brevet)